# Турово (Вожегодский район)
Турово — деревня в Вожегодском районе Вологодской области.
Входит в состав Явенгского сельского поселения (с 1 января 2006 года по 9 апреля 2009 года входила в Раменское сельское поселение), с точки зрения административно-территориального деления — в Раменский сельсовет.
Расстояние до районного центра Вожеги по автодороге — 46 км, до центра муниципального образования Базы по прямой — 18 км. Ближайший населённый пункт — Тюриковская.
По переписи 2002 года население — 8 человек.